# Openswan
Openswan je software z oblasti počítačové bezpečnosti, implementace protokolu IPsec pro linuxové jádro řad 2.0, 2.2, 2.4 a 2.6. Je naprogramován v programovacím jazyce C a uvolněn pod licencí GNU GPL, jedná se tedy o svobodný software. 
Projekt Openswan vznikl jako fork staršího projektu FreeS/WAN  v roce 2003, naopak od Openswanu se v roce 2012 odštěpil projekt Libreswan.
Do verze 6.8 vydané v květnu 2016 byl přednastaveným softwarem pro virtuální privátní síť v CentOSu.